# 燕 (五代十国)

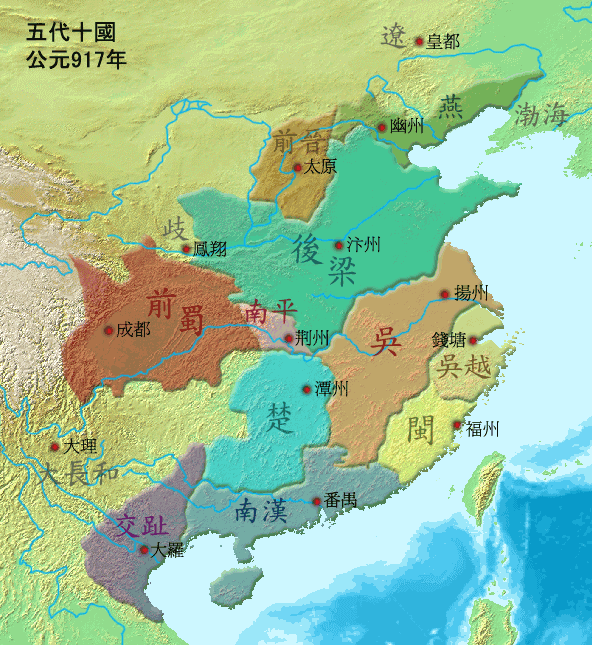
五代十国（913年）之燕国版圖

燕（895年—913年），是唐末至五代十国初期的割据政權，属于原河朔三镇的幽州镇之地，由卢龙节度使刘仁恭开创，故地位于今北京、天津和河北地区北部至辽西一带。传刘仁恭、刘守光两代。911年刘守光稱帝後改國號為大燕，部分史家貶稱桀燕。

## 国家历史

### 兴起
刘仁恭本为深州乐寿人(今河北献县)，后随父刘晟客居范阳从军。在河东镇晋王李克用帮助下，895年刘仁恭成为幽州卢龙军节度使，但他掌权后便开始着手摆脱李克用在幽州的势力。燕、晋双方矛盾的总暴发便是897年的安塞之战（地处今河北蔚縣東），李克用兵败撤军。安塞大捷后，燕、晋已成大敌，刘仁恭联手控制中原的朱全忠，与晋相抗。

### 强盛
刘仁恭统治时期的燕地，因处于梁、晋两大势力的争夺之下，为了延续燕地的独立性，刘仁恭强化燕军的实力，并与契丹来往密切，契丹骑兵为其军队的精锐。当时诸多燕人迁居燕山以北的奚与契丹人游牧之地。刘仁恭原本控制着燕地十三州约三十五县的地域，十三州包括幽（治在今北京城西南）、顺（治在今北京顺义）、檀（治在今北京密云）、蓟（治在今天津蓟州）、平（治在今河北卢龙）、营（治所本在今辽宁朝阳，唐末侨置于今河北昌黎）、涿（治在今河北涿州）、儒（治在今北京延庆）、新（治在今河北涿鹿）、妫（治在今河北怀来东南）、武（治在今河北宣化）、莫（治在今河北任丘北）、瀛（治在今河北河间），898年刘守文袭取沧州义昌军沧（治在今河北沧县东南）、景（治在今河北景县）、德（治在今山东德州）三州，约十八个县，至刘守光立国时，大致辖有十六州地，约五十四个县。
898年，刘仁恭败义昌节度使卢彦威，并吞其辖区，并以其子刘守文为义昌节度使，开始企图统一河朔三镇。899年，刘仁恭父子率幽沧兵十万征魏博，屠贝州（治在今河北南宫东南），后兵败，伤亡三万人，至此刘仁恭不再对外扩张；900年四月，朱温攻沧州（治在今河北沧县东南），在乾宁军（在沧州西）老鸦堤（在乾宁军东南）大破刘仁恭，斩首三万。906年朱全忠攻沧州，刘仁恭悉取男子十五以上为兵，得众十万，称为“定霸都”，使得朱全忠撤退。同年朱温又大举攻范阳，晋王李克用因担心燕军兵败以后朱温势力强过晋军，因此主动救援，使得燕军获胜。907年，宣武将领李思安攻幽州，刘仁恭之子刘守光叛变，刘仁恭兵败被擒遭囚禁。

### 立国
911年（后梁乾化元年）八月，刘仁恭之子燕王、卢龙节度使刘守光在幽州称帝，效仿此前建立燕国的安禄山，也将国号定为大燕，改元应天，以幽州子城为宫城。当时的燕地十分富庶，刘守光曾言：“我大燕地方二千里，带甲三十万，东有鱼盐之饶，北有塞马之利。”

### 灭亡
913年十一月，晋王李存勖以征讨叛军的名义入侵幽州，刘守光出逃，后被擒，至此，燕国灭亡，刘氏的大燕成为迄今为止最后一个独立存在的燕国政权。

### 后世
914年，刘氏父子被李存勗杀害于晋国太庙。燕王刘守光被杀以后，刘氏家族的后人直到元末仍然是燕地大族，有刘继顒、刘廷让、刘玮等人存于正史。
由於独立的燕国政权不被中原王朝所认可，因此刘氏的燕国又被一些后人蔑稱為「桀燕」（欧氏《新五代史》）。
- 据欧阳修《新五代史·唐本纪第五》载：“天祐六年（即909年）……燕王刘守光闻晋攻梁深入，乃大治兵，声言助晋，王患之，乃旋师。七月，会赵王王镕于承天军。刘守光称帝于燕。”

## 行政區劃

### 幽州盧龍節度使
治幽州。
- 幽州，治薊縣。
  - 下轄：薊縣、幽都縣、潞縣、武清縣、永清縣、安次縣、良鄉縣、昌平縣、玉河縣、盧台軍、乾寧軍。

- 薊州，治漁陽縣。
  - 下轄：漁陽縣、三河縣、玉田縣。

- 涿州，治范陽縣。天祐九年（912年）為晉王李存勗攻下。
  - 下轄：范陽縣、歸義縣、固安縣、新昌縣、新城縣。

- 檀州，治密雲縣。
  - 下轄：密雲縣、樂燕縣。

- 順州，治遼西縣。
  - 下轄：遼西縣、懷柔縣。

- 平州，治盧龍縣。
  - 下轄：盧龍縣、石城縣、馬城縣。

- 營州，治柳城縣。
  - 下轄：柳城縣。

- 瀛州，治河間縣。天祐九年（912年）為晉王李存勗攻下。
  - 下轄：河間縣、高陽縣、大城縣、束城縣、景城縣。

- 莫州，治莫縣。天祐九年（912年）為晉王李存勗攻下。
  - 下轄：莫縣、文安縣、任丘縣、清苑縣、長豐縣、唐興縣。

- 新州，治永興縣。
  - 下轄：永興縣、矾山縣、龍門縣、懷安縣。

- 媯州，治懷戎縣。
  - 下轄：懷戎縣。

- 儒州，治縉山縣。
  - 下轄：縉山縣。

- 武州，治文德縣。
  - 下轄：文德縣。

- 寧州，燕應天元年（911年）燕改乾寧軍置寧州，無領縣。

### 滄州義昌軍節度使
治滄州。
910年，燕王劉守光討梁，取其地。應天二年（912年）義昌軍都指揮使張萬進殺節度使劉繼威後，投降後梁。
- 滄州，治清池縣。
  - 下轄：清池縣、鹽山縣、南皮縣、長蘆縣、樂陵縣、繞安縣、無棣縣、臨津縣、乾符縣。

- 德州，治安德縣。
  - 下轄：安德縣、平原縣、長河縣、平昌縣、將陵縣。

- 景州，治東光縣。
  - 下轄：東光縣、弓高縣、安陵縣。